# Allactaga
Allactaga és un gènere de dipòdids. Conté els dipòdids més grossos, tot i que algunes espècies són bastant petites. Segons l'espècie, el pelatge de la part superior és de color gris, marró sorra o marró vermell, mentre que la part inferior és blanca. A part d'una espècie, tots els representants d'aquest grup tenen cinc dits. Els dits exteriors estan atrofiats, de manera que només tenen tres dits completament desenvolupats i funcionals.